# Mecodina lenceola
Mecodina lenceola är en fjärilsart som beskrevs av Achille Guenée 1852. Mecodina lenceola ingår i släktet Mecodina och familjen nattflyn. Inga underarter finns listade i Catalogue of Life.